# Crack (software)
Um crack é um pequeno software usado para quebrar um sistema de segurança qualquer. Seu uso mais comum é para transformar programas em versões limitadas, seja em funcionalidade ou tempo de uso, os chamados shareware, em um programa completo, removendo ou enganando o sistema de segurança que limita o uso ou verifica o número serial.
Existem várias abordagens possíveis. Em alguns casos o cracker consegue descobrir o algoritmo usado pelo fabricante do software para gerar números seriais válidos e simplesmente cria um programa que gera quantos números seriais válidos quiser. Outra possibilidade é usar um editor hexadecimal para procurar a rotina que verifica o serial dentro do programa. Muitos programas podem usar uma única variável para verificar se o programa foi registrado ou não e basta alterar alguns poucos bits para transformá-lo na versão completa. Isso é geralmente descoberto via comparação, ou seja, comparando os arquivos do programa não registrado com os arquivos do programa depois do registro.
Em casos mais sofisticados pode ser usado um processo de engenharia reversa para entender o sistema de registro e substituir o bloco inteiro do código por um algoritmo modificado. Muito utilizado para quem gosta de jogos, usando o crack para gerar os seriais para completar a instalação.

## Cuidados em sua utilização
O crack pode representar um programa modificado do original. Desta forma, é necessário se ter cuidado em sua utilização, pois o mesmo pode conter algum tipo de código malicioso inserido nesta nova versão.
Além do que, a utilização de programas "cracker" é um tipo de violação que pode ser tipificado como crime de violação de direitos autorais. A distribuição e o uso de cópias do crack é ilegal na maioria dos países. Houve processos judiciais sobre softwares cracking.